# 佛羅里達長鰭鱈
佛羅里達長鰭鱈，為輻鰭魚綱鱈形目褐鱈科的其中一種，分布於中西大西洋美國北卡羅萊納州至墨西哥灣海域，為亞熱帶海水魚，深度0-400公尺，體長可達35公分，棲息在淺水域，以甲殼類、魚類等為食，生活習性不明。

## 扩展阅读
- 维基共享资源上的相關多媒體資源：佛羅里達長鰭鱈